# Gerardo Rosas
Gerardo Rosas, también conocido como el Q'ewa Gerardo (Sucre, 24 de agosto de 1924-1980), fue un bailarín y cantante boliviano.

## Vida artística
De contextura delgada, con el cabello rizado y la piel trigueña, Gerardo era bailarín y cantante. Interpretaba cuecas y bailecitos. En la década de 1960, fue contratado para grabar tres discos con la discográfica Capital, llegando a convertirse en un importante representante de la música folklórica boliviana. Le decían "Q'ewa" (homosexual en quechua boliviano), pues le gustaba vestirse de mujer y tenía un aire amanerado. Se dice de él que era una persona muy sociable y que a menudo lo invitaban a amenizar fiestas y reuniones con su música, su baile y sus palmadas, al estilo flamenco.También grabó tres discos con la discográfica Capital y compartió escenario con los músicos bolivianos Casiano Tejeda, Alberto Vargas y Eugenio Sánchez. Rosas solía cantar acompañado del charango en chicherías de la ciudad de Sucre, espacios conocidos por borrar temporalmente las clases sociales. Se dice que las dueñas de las chicherías lo invitaban para que atrajera clientes y que zapateaba, cantando y bailando, sobre una mesa especialmente dispuesta para él.
Rosas fue perseguido a causa de su homosexualidad por los Gobiernos militares que gobernaron Bolivia entre 1964 y 1982.

## Muerte y reconocimiento póstumo
Murió en soledad en el Hospital San Pedro Claver. Treinta años después de su muerte el Gobierno Autónomo Municipal de Sucre lo nombró «Ciudadano Predilecto de la Ciudad» por su aporte a la música y a la cultura popular de su ciudad natal. 
En 2012, el investigador y activista por los derechos de las personas LGBTIQ+ David Aruquipa se encargó de recordar y revalorizar la figura de Rosas en la cultura boliviana. La historia de Rosas, junto con otras de personas LGBT, fue recuperada en el texto Memorias Colectivas. Miradas a la historia del Movimiento TLGB de Bolivia de Aruquipa.